# Пунта дел Есте Стрийт Съркит
Пунта дел Есте Стрийт Съркит (Punta del Este Street Circuit) е градска писта, разположена по улиците на Пунта дел Есте, Уругвай.
Предназначена е за стартове от календара на Формула Е. Дълга е 2,8 км и има 20 завоя. Част от пистата е идентична с тази, използвана в миналото за надпревари от шампионата за туристически автомобили TC2000. Тя е в непосредствена близост до плажа Плая Брава и Атлантическото крайбрежие на града и затова описанието ѝ в официалния сайт на Формула Е като „писта, водеща през живописното пристанище на Пунта дел Есте“ е неправилно, защото пристанището се намира на Ла Плата от другата страна на полуострова. Първият старт на пистата е на 13 декември 2014 г. в дебютния сезон на Формула Е.

## Победители
| Година | Победител       | Отбор       | Време (Об.)    | Най-бърза обиколка | Пол позишън      | Дата        |
| ------ | --------------- | ----------- | -------------- | ------------------ | ---------------- | ----------- |
| 2014   | Себастиен Буеми | е.дамс-Рено | 49:08.990 (31) | Даниел Абт         | Жан-Ерик Верн    | 13 декември |
| 2015   | Себастиен Буеми | Рено е.Дамс | 45:59.697 (33) | Себастиен Буеми    | Жером Д'Амброзио | 19 декември |